# Weeting-with-Broomhill
Weeting-with-Broomhill är en civil parish i Storbritannien.   Den ligger i grevskapet Norfolk och riksdelen England, i den sydöstra delen av landet, 120 km norr om huvudstaden London.